# جان هوبكينز
جان هوبكينز (بالإنجليزية: Jan Hopkins)‏ هي صحفية أمريكية، ولدت في 2 ديسمبر 1966.